# کاویت کاگلار
کاویت کاگلار (انگلیسی: Cavit Çağlar؛ زادهٔ ۱۹۴۴) سیاست‌مدار و مدیر اجرایی اهل ترکیه است، که از ۱۹۹۱ تا ۱۹۹۳ وزیر کشور ترکیه بود. وی برندهٔ جوایزی همچون نشان دوستی شده‌است.